# Astroworld
Astroworld es el tercer álbum de estudio del rapero estadounidense Travis Scott. El disco fue lanzado el 3 de agosto de 2018 a través de Cactus Jack Records y Grand Hustle Records, y distribuido por Epic Records. El álbum cuenta como artistas invitados a Kanye West,The Weeknd, Kid Cudi, Frank Ocean, Drake, Kidd Yakk, Philip Bailey, 21 Savage, Swae Lee, Gunna, Nav, Quavo, Takeoff, Juice Wrld, Sheck Wes y Don Toliver, entre otros. La producción estuvo a cargo de varios productores, incluido el propio Scott, Mike Dean, Allen Ritter, Hit-Boy, WondaGurl, Tay Keith, Tame Impala, Frank Dukes, Sonny Digital, Murda Beatz y Thundercat.
El título del álbum lleva el nombre del desaparecido parque temático Six Flags AstroWorld, que estaba ubicado en Houston, Texas. Scott, nativo de Houston, pretendía que el álbum sonara como si le "quitaras un parque de diversiones a los niños". También describió el álbum como una continuación de su álbum debut Rodeo (2015). Astroworld es un álbum de hip hop y rap psicodélico, que incorpora elementos de trap y música psicodélica. El disco contó con cuatro sencillos, "Butterfly Effect", "Sicko Mode", "Yosemite" y "Wake Up".
Astroworld recibió elogios generalizados y tuvo un buen desempeño comercial, debutando en la cima del Billboard 200 con 537 000 unidades equivalentes a álbumes, de las cuales 270 000 fueron ventas puras. Posteriormente fue certificado triple platino por la Recording Industry Association of America (RIAA). En 2019 ganó el premio a Álbum del Año en los Premios BET Hip Hop 2019. El álbum fue nombrado uno de los mejores álbumes de 2018 y de la década por varias publicaciones.

## Antecedentes
El título del álbum se anunció en mayo de 2016, e inicialmente se planeó su lanzamiento para 2017. El título del álbum lleva el nombre del desaparecido parque temático Six Flags AstroWorld, que estaba ubicado en Houston, Texas, y cerró en 2005. En una entrevista de 2017 con GQ, Scott habló sobre el título: "Derribaron AstroWorld para construir más espacio para apartamentos. Eso es a lo que va a sonar, quitarles un parque de diversiones a los niños. Lo queremos de vuelta. Queremos el edificio de vuelta. Por eso lo estoy haciendo. Le quitó la diversión a la ciudad". Scott describió el álbum como una continuación de su álbum debut, Rodeo (2015): "Apenas estoy terminando la saga que comencé en mi primer disco. Se supone que este es mi segundo álbum. Tenía que ir rápido, porque como dije, tenía todas estas ideas que tenía que hacer salir muy rápido, pero ahora finalmente estoy de vuelta en casa con Astroworld ".

### Grabación
La grabación del álbum se llevó a cabo entre 2016 y 2018, mientras que Scott publicaba actualizaciones a través de sus redes sociales. En julio de 2018, se informó que Scott estaba completando el álbum en Hawái con una variedad de artistas y productores de grabación, como Mike Dean, Nav, Frank Dukes, Sonny Digital, WondaGurl, Sheck Wes, Gunna, Wheezy, Don Toliver, Allen Ritter y Amir "Cash" Esmailian.

### Composición
Astroworld es un álbum de hip hop y rap psicodélico que incorpora elementos de trap y música psicodélica.    "Stargazing" se ha descrito como una canción de "trap psicodélica", mientras que de "Coffee Bean" han dicho que incursiona "el territorio del hip hop de la vieja escuela con una guitarra funk exultante".  La canción "Skeletons" ha sido etiquetada como "pop-caleidoscopio" por Pitchfork.

## Portada
La portada fue fotografiada por el fotógrafo estadounidense David LaChapelle y presenta un inflable dorado gigante de la cabeza de Scott como la entrada a un parque de diversiones, con niños, padres y empleados del parque frente a él. Existe una segunda portada que presenta la misma entrada del parque de diversiones por la noche, reemplazando las características familiares con contenido para adultos. El 1 de agosto de 2018, la modelo transgénero Amanda Lepore, conocida colaboradora de LaChapelle, cuestionó por qué había sido excluida de la versión final de la segunda portada. LaChapelle respondió más tarde, afirmando que se debió a que Lepore eclipsó a los otros modelos en la portada. Scott también respondió a través de Twitter que "no tenía nada más que respeto por la comunidad LGBTQ".
En septiembre de 2018, TMZ informó que el artista invitado Frank Ocean presentó un cese y desistimiento contra Scott para que se elimine su verso en "Carousel" debido a desacuerdos sobre el sonido de la canción. Ocean emitió una aclaración, donde comentó: "Creo que la canción suena genial [...] También la aprobé antes de que saliera, así que el cese y desistimiento no se trataba de 🔊 sino de 🏳️🌈. Travis y yo lo resolvimos entre nosotros hace semanas. 💖". El uso de Ocean de la bandera del orgullo era una referencia a la controvertida eliminación de Lepore de la portada.

## Lanzamiento y promoción
En mayo de 2017, Scott subió tres canciones a SoundCloud: "A Man", "Green and Purple" con Playboi Carti y "Butterfly Effect". "Butterfly Effect" se lanzó el 15 de mayo de 2017 en streaming y descarga digital como el sencillo principal del álbum. La canción alcanzó el puesto 50 en el Billboard Hot 100. El sencillo "Watch", con Kanye West y Lil Uzi Vert, fue lanzado el 4 de mayo de 2018. La canción alcanzó el puesto 16 en el Billboard Hot 100.
El 27 de julio de 2018 apareció una escultura gigante de la cabeza de Scott en la parte superior de una tienda Amoeba Music en Los Ángeles. Varias copias de la escultura aparecieron en varios otros lugares, incluida la ciudad natal de Scott, Houston, Texas. Después de una importante especulación en Internet, la fecha de lanzamiento de Astroworld se anunció el 30 de julio de 2018 a través de las redes sociales, junto con un avance del álbum, que incluía la canción "Stargazing". El lanzamiento del disco se dio seguido por un episodio de Wav Radio en Beats 1 con Chase B. Se estrenaron tres canciones que no figuraron en la lista final de canciones: "Houdini" con Playboi Carti, "Zoom" con Gunna y "Part Time". El 6 de agosto de 2018 se lanzó un video musical para la canción "Stop Trying to Be God", dirigido por Dave Meyers. Scott interpretó un popurrí de tres canciones en los MTV Video Music Awards 2018 . 
"Sicko Mode" se lanzó como segundo sencillo del disco el 21 de agosto de 2018. La canción alcanzó el puesto número uno en el Billboard Hot 100. El tercer sencillo, "Yosemite" se lanzó el 20 de noviembre de 2018. Finalmente, el cuarto y último sencillo del álbum, "Wake Up ", se publicó el 26 de marzo de 2019.

## Recepción de la crítica
Astroworld fue recibido con elogios generalizados de la crítica. En Metacritic, que asigna una calificación normalizada de 100 a las reseñas de publicaciones profesionales, recibió una puntuación promedio de 85, basada en 19 reseñas.  EL Agregador AnyDecentMusic? le dio 8.1 de 10, basado en su evaluación del consenso crítico. Jordan Bassett de NME le dio a Astroworld una calificación perfecta, elogió las apariciones especiales del álbum y destacó "Stop Trying to Be God" como "una pista de destreza extraordinaria", mientras que describió "Coffee Bean" como "un momento que resume el alcance y la ambición de Astroworld". Bassett concluyó: "Este es el sonido de un músico que ha trabajado para forjar un mundo entero, un imperio, a su alrededor; podemos mirar, pero desde lejos, adivinando sus motivos y su vida detrás de la cuerda de terciopelo".  Con elogios similares, Kassandra Guagliardi de Exclaim! concluyó que Astroworld "muestra la evolución de Travis Scott como artista y es su proyecto más refinado, imaginativo y digno de furia hasta el momento".  Roisin O'Connor de The Independent describió Astroworld como "un disco futurista con una producción prácticamente impecable, que permanece en la mente mucho después de la pista final" y lo calificó como "el trabajo que más definió la carrera de Scott hasta la fecha".  Escribiendo paraConsequence, Wren Graves dijo que Astroworld es "un álbum lleno de flujos infecciosos y ritmos atmosféricos".  
Thomas Hobbs de Highsnobiety declaró que Astroworld "será recordado como el momento en que Travis Scott produjo una pieza musical digna de los disturbios que es capaz de inducir. Es un paseo de circo tremendamente entretenido. Travis Scott necesitaba desesperadamente un gran álbum para justificar la exageración, y con Astroworld, podría tener un clásico". Grant Rindner de The Line of Best Fit dijo: "Scott podría haber hecho fácilmente otro proyecto distorsionado y libertino como sus dos álbumes anteriores, pero al enfatizar sus interpretaciones vocales y encontrar el mejor punto medio que jamás haya tenido con su grupo de colaboradores superestrellas, ha logrado Astroworld, un parque temático que vale la pena volver a visitar, ya sea que ingrese como fanático o escéptico".
Larry Fitzmaurice de Pitchfork etiquetó a Astroworld como el álbum más sólido de Scott, afirmando que "su habilidad como curador ayuda a esculpir un mundo pegajoso, húmedo y psicodélico con una producción deslumbrante y placeres extraños en todo momento", aunque consideró que Scott "juega al maestro de ceremonias para su circo de sonido deteriorado por neón en lugar de convertirse en la principal atracción".  Andrew Barker de Variety comentó que no carece de relleno peo que álbum no se siente perezoso o sin inspiración". Christopher R. Weingarten de Rolling Stone elogió la primera mitad del álbum, aunque consideró que la segunda mitad era más débil en comparación: "Desafortunadamente, Scott no mantiene los límites para todo el álbum: un tramo de siete canciones en la parte trasera es Travis vintage con su latido hipnótico y aislado. Sin embargo, el resto marca la música más interesante de su carrera, Scott ya no solo luce como un artista brillante, sino que también suena como tal".

## Desempeño comercial
En Estados Unidos, Astroworld debutó en el número uno en el Billboard 200 con 537 000 unidades equivalentes a álbumes, que incluyeron 270 000 ventas de álbumes físicos.  El disco obtuvo la segunda primera semana más grande del año, detrás de Scorpion de Drake, y la segunda semana más grande de ventas de álbumes físicos del año, detrás de Come Tomorrow de Dave Matthews Band. El álbum obtuvo 349,43 millones de reproducciones en la primera semana, marcando la quinta semana de reproducciones más grande de la historia. Después del lanzamiento, las 17 pistas del álbum ingresaron en el Billboard Hot 100, Incluyendo "Sicko Mode" (en 4) y "Stargazing" (8), lo que convirtió a Scott en el cuarto artista en debutar varias canciones en el top 10 de la lista simultáneamente. El álbum obtuvo 205 000 unidades equivalentes a álbumes en la segunda semana, manteniéndose en el número uno. El 3 de diciembre de 2018, Astroworld volvió al puesto número uno en el Billboard 200, ganando 71 000 unidades equivalentes a álbumes, casi cuatro meses después de su lanzamiento. A fines de 2018, el álbum obtuvo más de 1 985 000 unidades equivalentes a álbumes en los Estados Unidos, de las cuales más de 464 000 fueron ventas físicas, lo que marca el segundo hip hop más vendido en ventas de álbumes físicos del año, detrás de Kamikaze de Eminem. El 25 de noviembre de 2019, Astroworld fue certificado triple platino por la Recording Industry Association of America (RIAA). 
En Australia, Astroworld debutó en el primer puesto, convirtiéndose en el primer número uno de Travis Scott en el país. Dos temas, "Sicko Mode" (7) y "Stargazing" (10), se ubicaron entre los diez primeros de la lista de sencillos de Australia, marcando las primeras canciones del rapero en ingresar en el top 10 en el país. En Canadá, Astroworld movió 27 000 unidades equivalentes a álbumes en su primera semana. En la segunda semana, el álbum obtuvo 13 000 unidades equivalentes a álbumes, marcando la segunda semana consecutiva en la cima. En el Reino Unido, el álbum debutó en el número tres en la lista de álbumes del Reino Unido, convirtiéndose en el primer álbum entre los diez primeros del rapero en la lista. Además del álbum, las tres pistas "Sicko Mode" (en el 9), "Stargazing" (15) y "Carousel" (29) se ubicaron en el top 40 de la lista de singles del Reino Unido, mientras que el sencillo principal "Butterfly Effect " previamente alcanzó el número 57 en el conteo.

## Listado de pistas
| N.º | Título                                                                              | Productor(es) | Duración |  |
| 1.  | «Stargazing»                                                                        |               |          |  |
| 2.  | «Carousel (With Frank Ocean)»                                                       |               |          |  |
| 3.  | «Sicko Mode (With Drake)»                                                           |               |          |  |
| 4.  | «R.I.P. Screw (With Swae Lee)»                                                      |               |          |  |
| 5.  | «Stop Trying to Be God (With Stevie Wonder, James Blake, Kid Cudi & Philip Bailey)» |               |          |  |
| 6.  | «No Bystanders (With Juice WRLD)»                                                   |               |          |  |
| 7.  | «Skeletons (With Tame Impala, Pharrell Williams & The Weeknd)»                      |               |          |  |
| 8.  | «Wake Up (With The Weeknd)»                                                         |               |          |  |
| 9.  | «5% Tint»                                                                           |               |          |  |
| 10. | «NC-17 (With 21 Savage)»                                                            |               |          |  |
| 11. | «Astrothunder»                                                                      |               |          |  |
| 12. | «Yosemite (With NAV & Gunna)»                                                       |               |          |  |
| 13. | «Can't Say (With Don Toliver)»                                                      |               |          |  |
| 14. | «Who? What! (With Quavo & Takeoff)»                                                 |               |          |  |
| 15. | «Butterfly Effect»                                                                  |               |          |  |
| 16. | «Houstonfornication»                                                                |               |          |  |
| 17. | «Coffee Bean»                                                                       |               |          |  |

## Personal
Créditos adaptados de las notas del álbum. 
Músicos
- Mike Dean : teclados (pista 4), guitarra (pista 17), sintetizador (pista 17)
- Stevie Wonder - armónica (pista 5)
- John Mayer - guitarra (pistas 8, 11, 13)
- Sheldon Ferguson - guitarra (pista 12)
- Nineteen85 - bajo (pista 17)
- Isaiah Gage - violonchelo (pista 17)
- Tim Suby - guitarra (pista 17)
- Stephen "Johan" Feigenbaum - cuerdas (pista 17)

Técnico
- Mike Dean: masterización (todas las pistas), mezcla (pistas 1–13, 16, 17), grabación (pista 8)
- Jimmy Cash: ingeniero asistente (pistas 1 a 13, 16, 17), grabación (pistas 1, 4, 9 a 14, 17), mezcla (pistas 6, 14)
- Jon Sher - ingeniero asistente (pistas 1, 3, 16, 17)
- Ben Sedano - ingeniero asistente (pistas 1, 3, 14, 16, 17)
- Sean Solymor - ingeniero asistente (pistas 1 a 13, 16, 17)
- Zach Steele – grabación (pistas 2, 5, 12, 13, 17), mezcla (pista 6)
- Travis Scott: grabación (pistas 2–4, 7–11, 16), mezcla (pistas 3–5, 7, 8, 11, 17)
- Skyler McLean - ingeniero asistente (pistas 6, 12, 13)
- Shin Kamiyama - grabación (pista 8)
- Thomas Cullison - ingeniero asistente (pista 15)
- Blake Harden - mezcla (pista 15), grabación (pista 15)